# Zespół Szkół Ponadpodstawowych nr 1 im. Tadeusza Kościuszki w Tomaszowie Mazowieckim
Zespół Szkół Ponadpodstawowych nr 1 im. Tadeusza Kościuszki w Tomaszowie Mazowieckim (ZSP 1 im. Tadeusza Kościuszki) – kompleks szkół ponadpodstawowych w Tomaszowie Mazowieckim, w skład którego wchodzi najstarsza szkoła techniczna w Tomaszowie, będąca jednocześnie drugą najstarsza szkołą średnią w mieście. Od początku XXI wieku również tomaszowska szkoła kadetów z certyfikowanymi przez MON klasami mundurowymi. Ze względu na rodowód mieszkańcy i miejscowa prasa nazywa szkołę „Mechanikiem”.

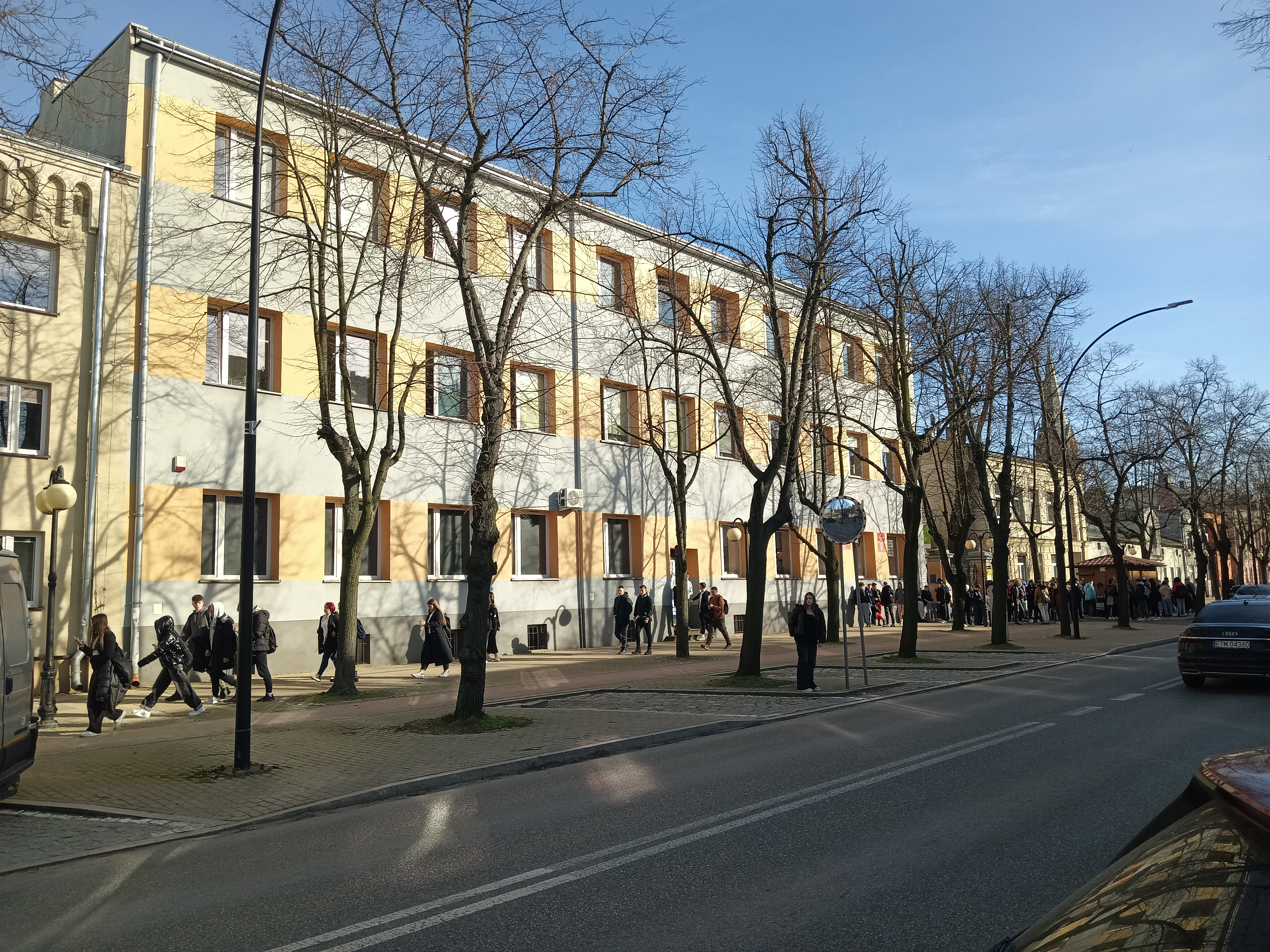
Najstarsza część kompleksu szkolnego „Mechanika” widoczna od ulicy św. Antoniego

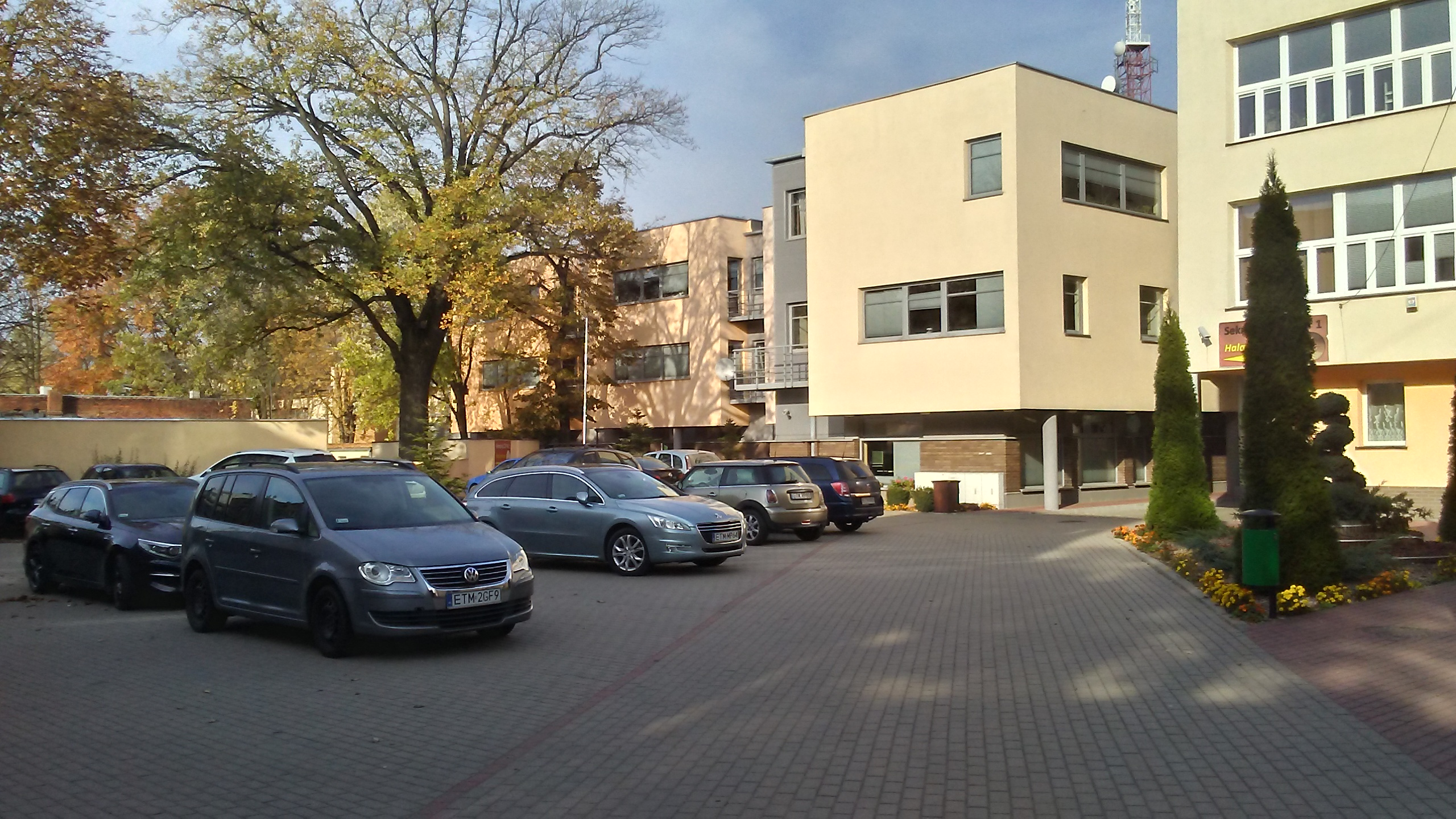
Główny dziedziniec kompleksu

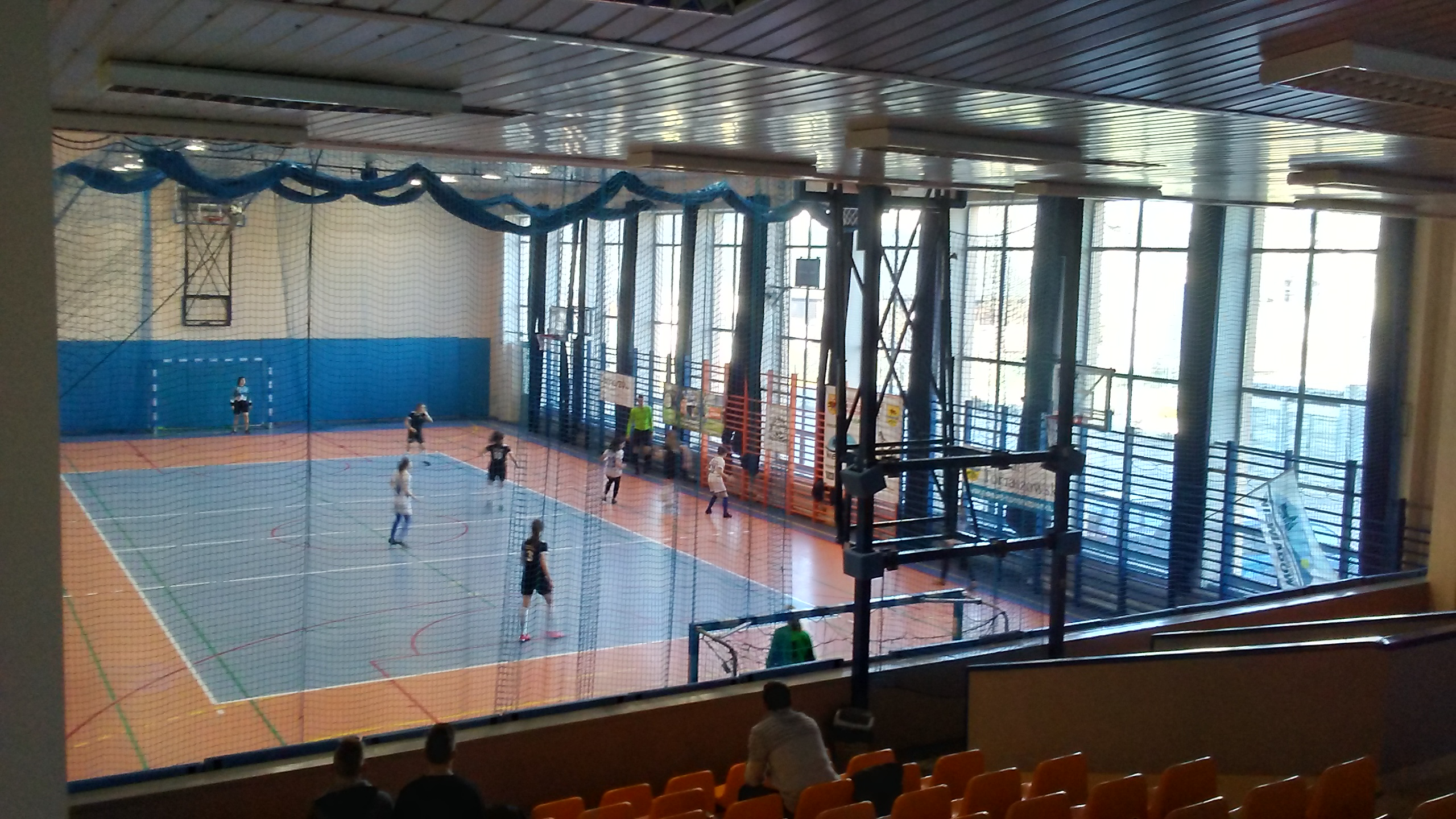
Wewnątrz hali sportowej „Mechanika”

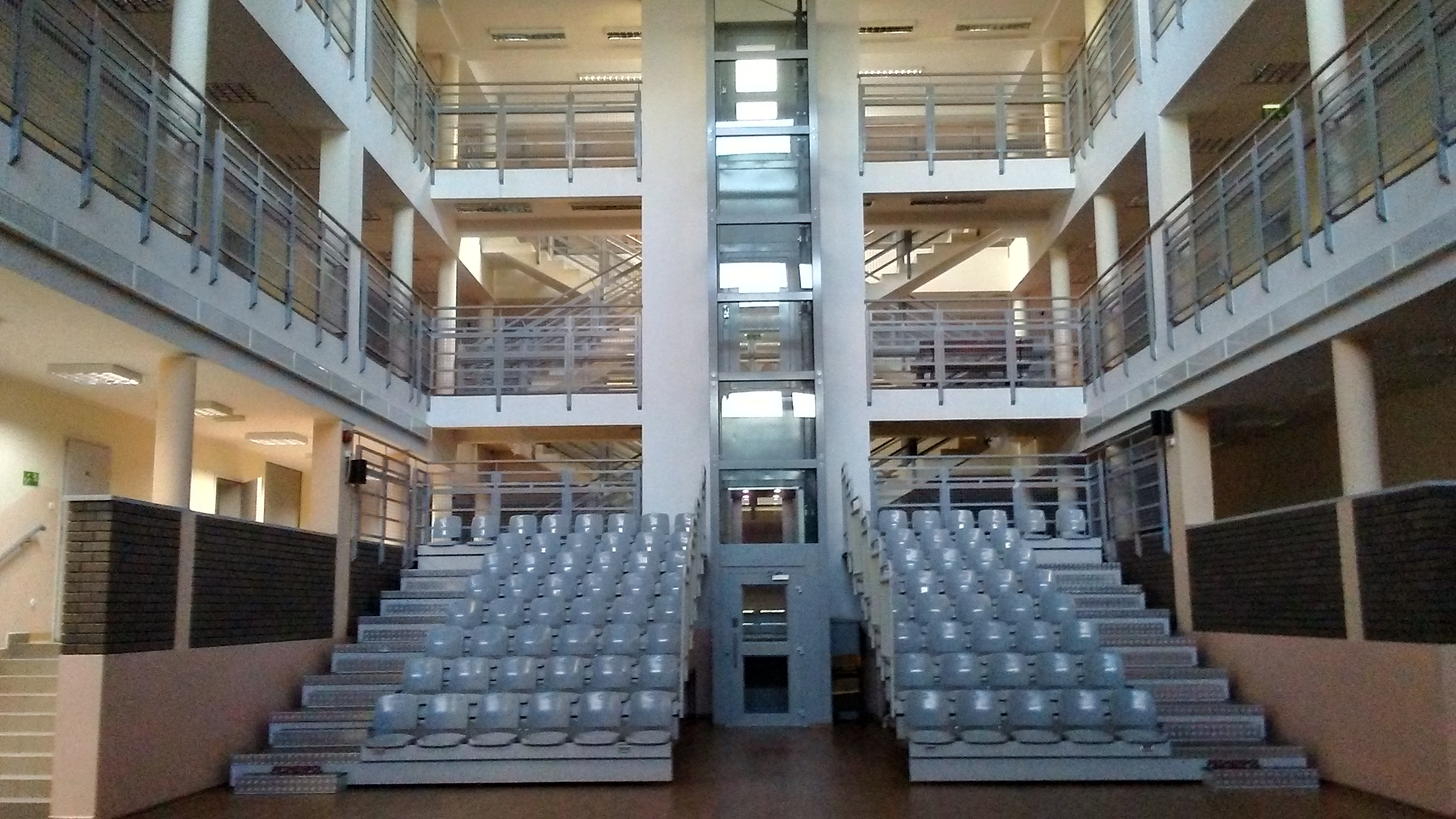
Trybuny i antresole przed sceną teatralną

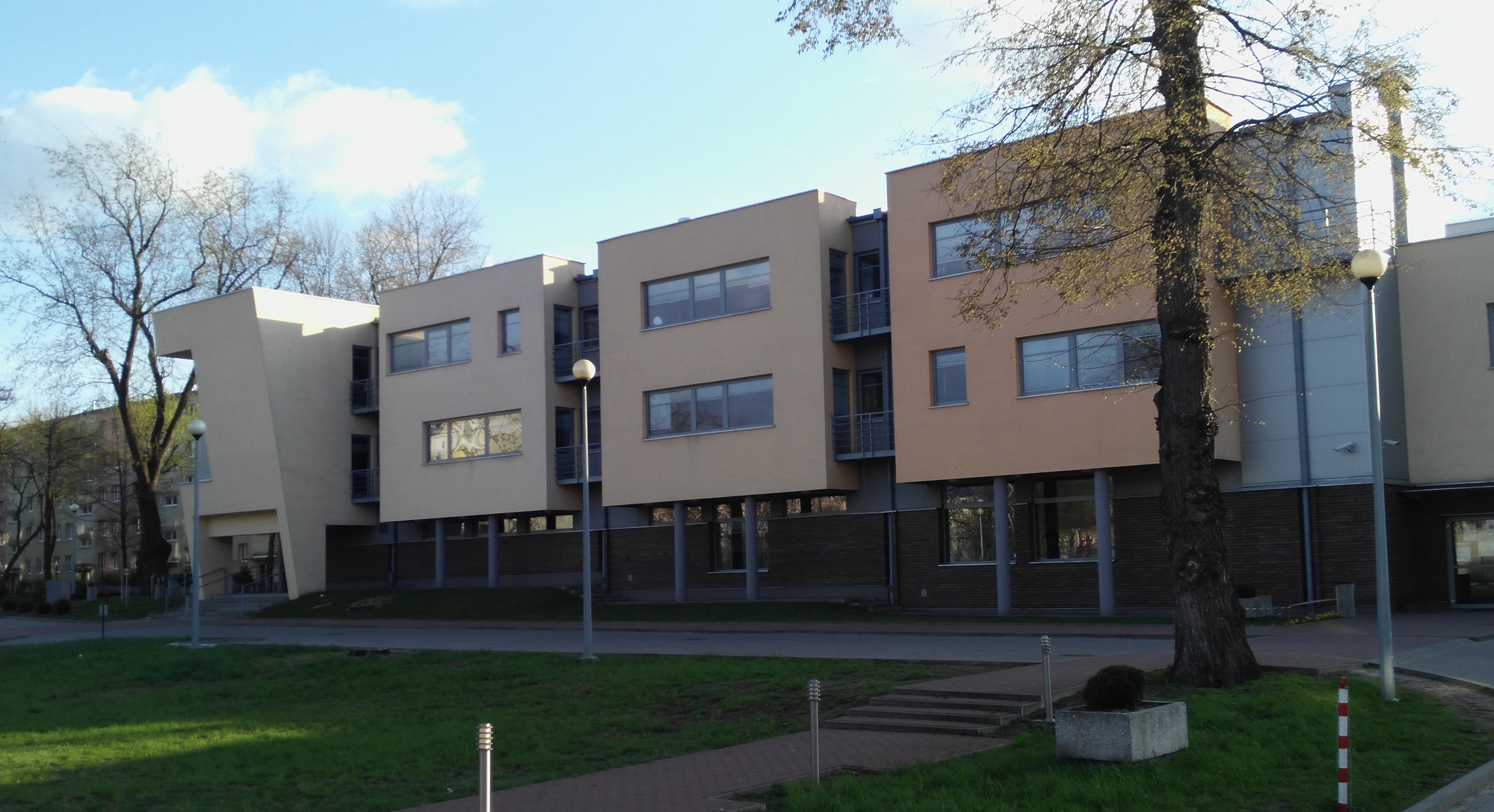
Widok na szkołę od strony ulicy Tadeusza Kawki

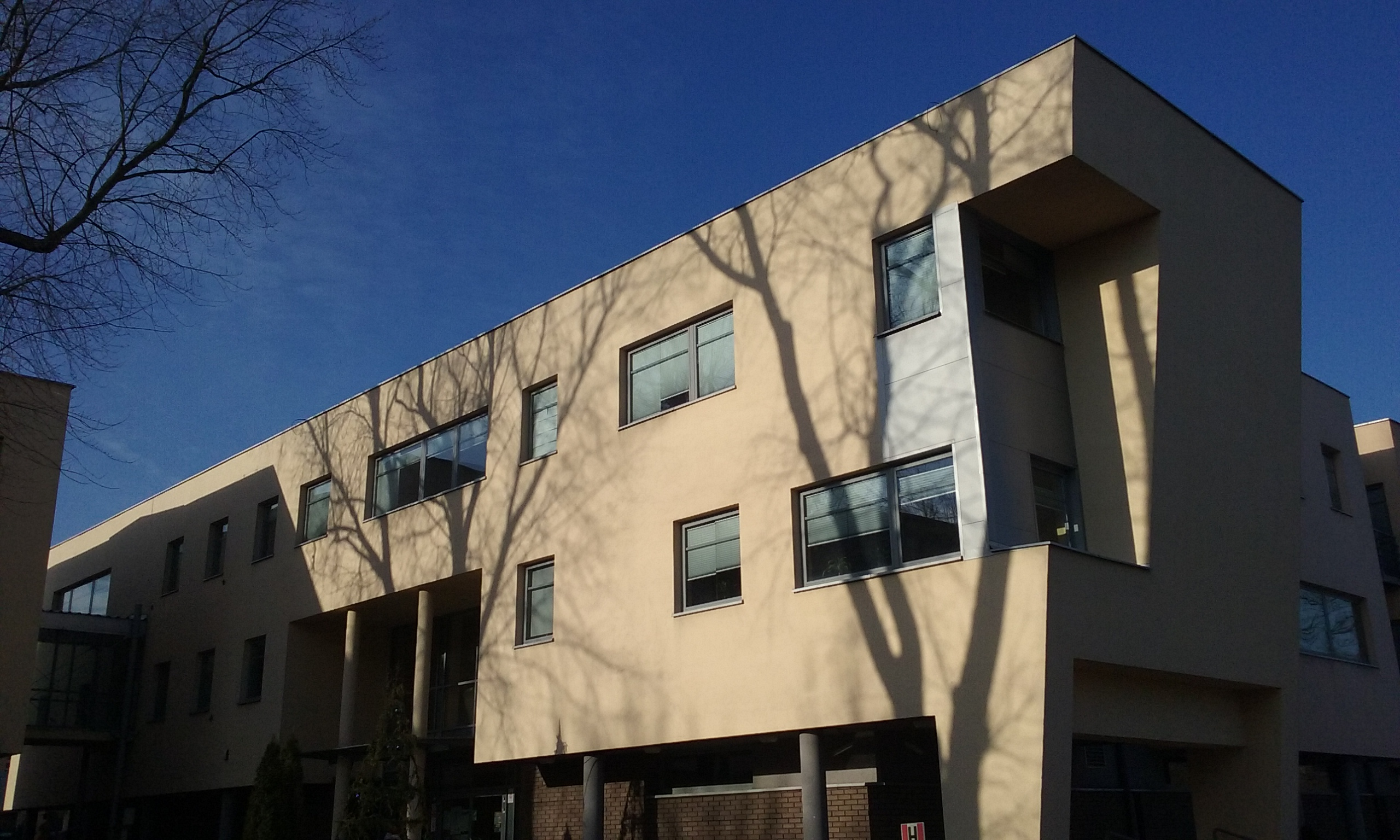
Widok na najnowszą część kompleksu od strony rzeki Pilicy

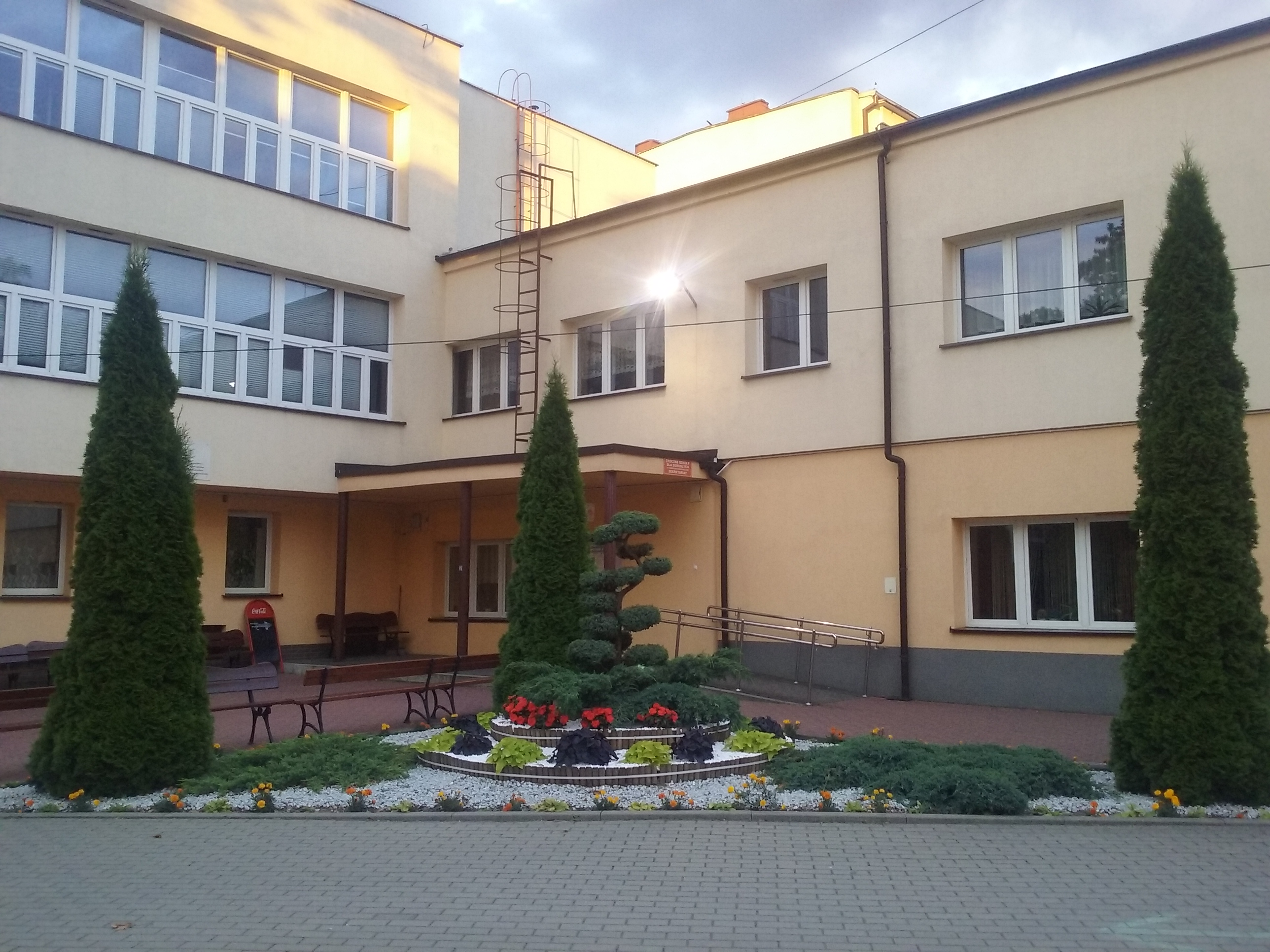
Wejście do klas warsztatowych

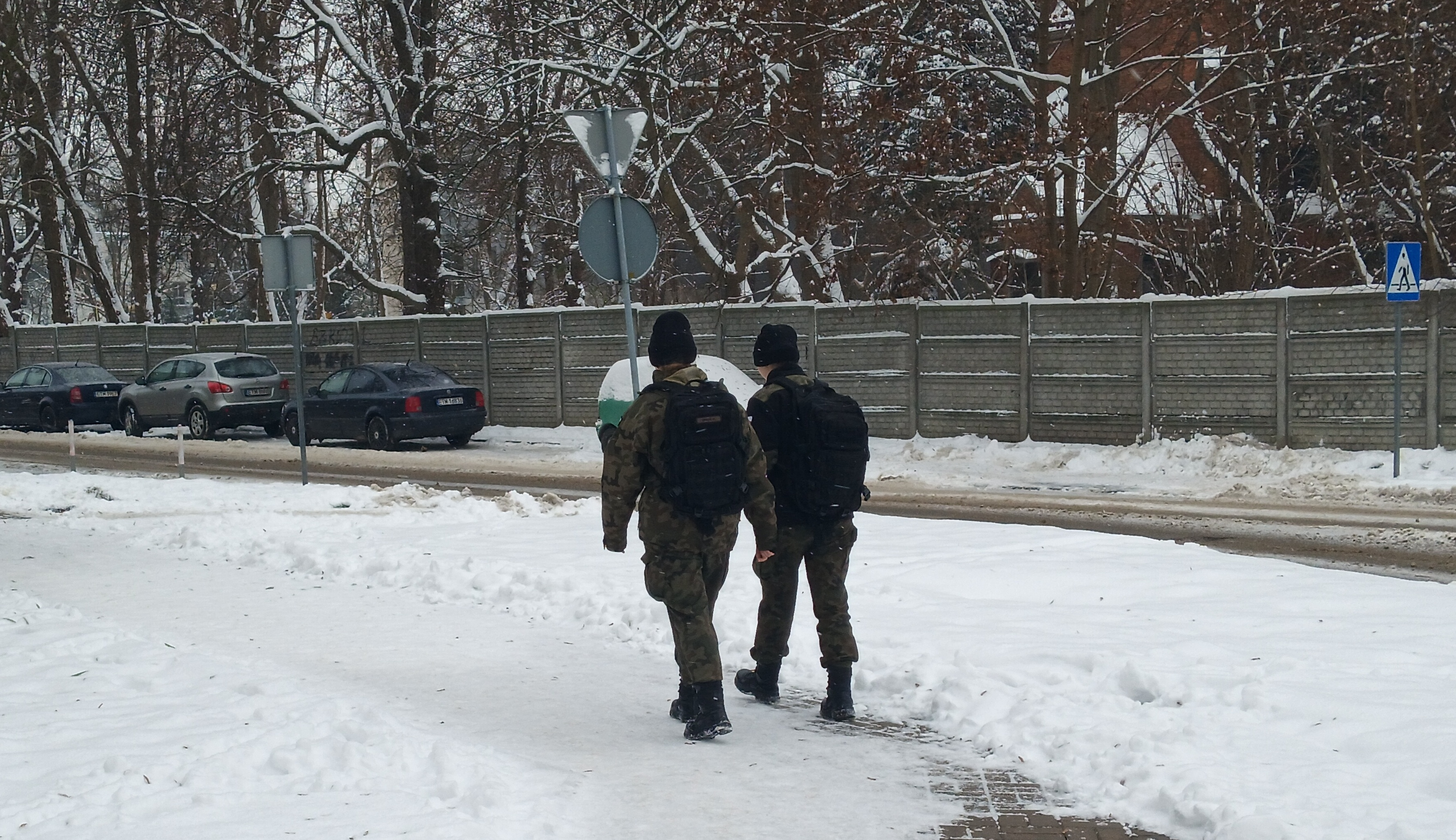
Kadetki ZSP1 w zimowych strojach szkolnych (2022)

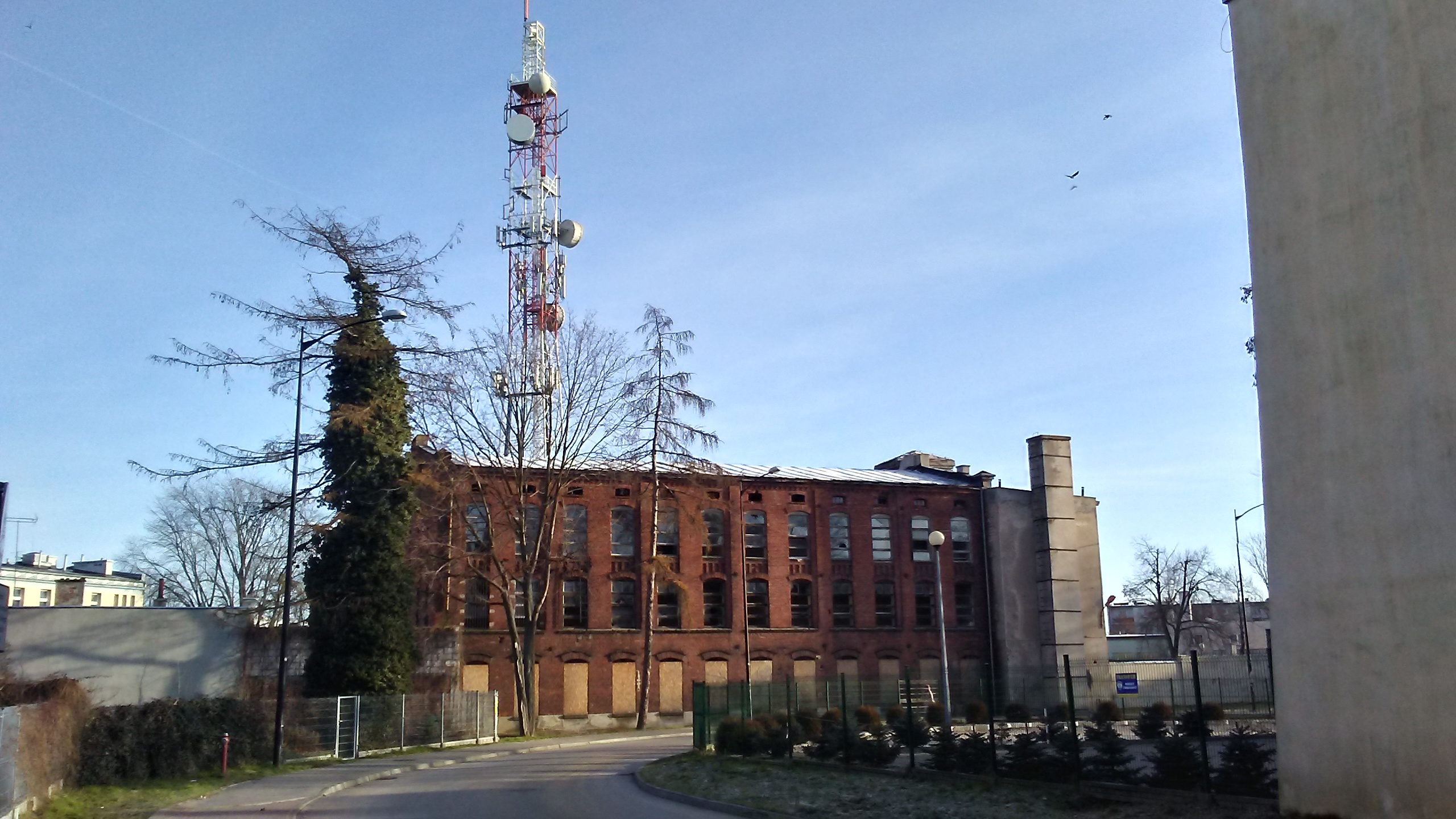
Dawna manufaktura Augspachów, przez wiele lat PRLu warsztaty szkolne

## Historia

### Do odzyskania niepodległości
W Tomaszowie Mazowieckim od połowy XIX w. rozwijał się przemysł lekki. W mieście nie było jednak przez 70 lat szkolnictwa technicznego. Fabryki produkcji tkanin i ich wykańczalnie, swoje kadry wyższego szczebla rekrutowały z ojczyzn właścicieli. Miejscowa młodzież trafiała do pracy bez kwalifikacji, a te, głównie manualne, zdobywała w warsztatach rzemieślniczych i bezpośrednio jako robotnicy fabryk. Wraz z odrodzeniem się państwa polskiego w 1918 roku i powstaniem lokalnej władzy, rozpoczęto budowę oświaty zorientowanej na kształcenie wykwalifikowanych kadr dla przemysłu. W 1922 roku utworzono w Tomaszowe Miejską Szkołę Dokształcającą Zawodową. Jej siedzibą stała się kamienica przy ulicy św. Antoniego 57 (wówczas istniało tam również Państwowe Seminarium Nauczycielskie). Organizował szkołę, a następnie został jej dyrektorem, Jan Piotrowski. Szkoła nieprzerwanie działała do wybuchu II wojny światowej, kształcąc wyłącznie chłopców.

### Po II wojnie światowej
Armia Czerwona zajęła miasto 18 stycznia 1945 roku. Nowe polskie władze powierzyły kierownictwo szkoły technicznej Stefanowi Kiełbasińskiemu. Zmienił się wówczas charakter placówki – przestała być ona szkołą kształcącą wyłącznie do pracy w przemyśle – profile poszerzono o klasy usługowe. Po wojnie rozpoczęły się też pierwsze nabory żeńskie. Przez kilka powojennych lat dyrekcja zabiegała u władz o pozyskanie nowych budynków na warsztaty. Kilka lat później udało się przejąć budynki przy ul. Farbiarskiej 19/23, a w latach 1948–1949 dwa budynki przy dzisiejszej ulicy św. Antoniego 57. W 1946 roku w szkole uczyło się 378 osób, w tym 119 dziewcząt. W latach 50. XX wieku ofertę szkoły poszerzono o profil elektryczny, jednocześnie zmieniając nazwę placówki na „Państwowa Średnia Szkoła Zawodowa”. Szkoła zmieniła również lokalizacje na dawną manufakturę Augspachów oraz dwupiętrowy budynek przy ul. Armii Czerwonej 12, gdzie mieściły się warsztaty. Od roku szkolnego 1952/1953 dyrektorem został Jan Gajda. W czasie zarządzania dyrektora Gajdy uczniowie kształcili się dodatkowo również na kierunkach: tokarz, ślusarz, sprzedawca. W 1982 roku przy szkole wybudowano halę sportową, a 27 listopada 1982 nadano szkole obecnego patrona – Tadeusza Kościuszkę, którego wybrano podczas plebiscytu wśród uczniów.

### Po 1989 roku
Po śmierci dyrektora Dorociaka szkołą przez niemal dekadę zarządzał inżynier Andrzej Szymczak.
Poszerzył on profil kształcenia placówki o Technikum Hotelarskie cieszące się głównie zainteresowaniem dziewcząt. W latach dwutysięcznych, gdy dyrektorką została Grażyna Haraśna w skład ZSP 1 weszło liceum kadetów skoncentrowane na kształceniu kadr do służby w Wojsku Polskim. Od 2005 roku szkoła kształci informatyków i mechatroników. Jednocześnie w związku ze zmianami na rynku pracy, zakończono rekrutacje do technikum mechanicznego, przez dziesięciolecia stanowiącego główny profil kształcenia. W 2012 roku zakończono budowę kompleksu szkolnego. Infrastrukturę poszerzono o 18 pracowni zawodowych: mechatroniki, teleinformatyki, elektroniki, elektryki, spawalnictwa. Nowe budynki połączono z pozostałymi oszklonymi łącznikami. Powstało wówczas również kryte tartanem boisko szkolne.
W kwietniu 2025 roku uroczyście, w obecności władz starostwa (organu prowadzącego szkoły ponadpodstawowe), podpisano umowę z firmą LS Technics jako partnerem zawodowym przy uruchamianym od września 2025 roku nowym kierunku: technik mechanik lotniczy. Z tej okazji na dziedzińcu przed najnowszym kompleksem szkolnym wybudowano cokół na którym ustawiono wycofany z użytku samolot szkoleniowy PZL Mielec TS - 11 Iskra nr 1617. Samolot nieodpłatnie przekazało Ministerstwo Obrony Narodowej. Zaś w maju 2025 roku podpisano podobne porozumienie z Wytwórnią Sprzętu Komunikacyjnego PZL-Świdnik SA ze Świdnika, producentem śmigłowców.

## Współpraca międzynarodowa
Od początku lat 90. ZSP1 współpracuje z największą szkołą w holenderskim Helmond – ROC Ter AA. Regularnie dochodzi do wizyt studyjnych uczniów i nauczycieli obu placówek.
Szkoła uczestniczy również w unijnym programie „Wiedza Edukacja Rozwój”. W listopadzie 2019 roku, w ramach programu, odbyła się wizyta uczniów i uczennic ZSP 1 w portugalskiej Escola Secundária w Barcelos. W 2017 roku w ramach projektu „Europejska jakość Zespołu Szkół Ponadgimnazjalnych nr 1 w Tomaszowie Mazowieckim – wzmacniamy kompetencje językowe i zawodowe nauczycieli” – nauczyciele szkoły doskonalili kompetencje językowe w Cambridge w Wielkiej Brytanii. We wrześniu 2021 roku uczniowie i uczennice przebywali we Foligno we Włoszech w ramach unijnego programu „Ponadnarodowa Mobilność Uczniów”. W listopadzie i w grudniu 2021 roku dwie grupy uczniów szkoliły się w Sewilli i Maladze w Hiszpanii.

## Tomaszowscy kadeci
W połowie 2014 roku, w związku z rosnącą popularnością klas o profilu obronnym, szkoła podpisała porozumienia o współpracy z 25 Brygadą Kawalerii Powietrznej. Uczniowie i uczennice regularnie są szkoleni na terenie tomaszowskiej jednostki. Zarówno na co dzień jak i podczas uroczystości miejskich reprezentują szkołę w umundurowaniu kadetów. W 2017 roku ZSP1 został włączony przez MON do grona 58 szkół z certyfikowanymi przez ministerstwo klasami mundurowymi. Szkoła należy do Związku Polskich Spadochroniarzy, który w Tomaszowie ma swój oddział reprezentowany przez płk. rez. Adama Grelę, byłego dowódcę 25 Brygady Kawalerii Powietrznej. Związek organizuje szkolenia dla kadetów szkoły, w tym skoki spadochronowe. 22 maja 2023 roku przed Pomnikiem Czynu Powstańczego na Górze Świętej Anny, w 102. rocznicę walk przedwojennych kadetów w III powstaniu śląskim uczniowie klas mundurowych ZSP1 odebrali repliki historycznych proporców przedwojennych polskich korpusów kadeckich. Tomaszowscy kadeci byli jedną z czterech szkół w Polsce z których pochodziło najwięcej absolwentów wcielonych ochotniczo do różnych rodzajów służby wojskowej w 2022 roku.
Od 14 grudnia 2023 roku szkoła dysponuje wirtualną strzelnicą.

## Dyrektorzy szkoły od 1922 roku
- Jan Piotrowski;
- Stefan Kiełbasiński;
- Jan Gajda;
- Ireneusz Gałecki;
- Jan Dorociak;
- Andrzej Szymczak;
- Grażyna Haraśna;
- Ryszard Rupniewski;
- Dariusz Kwiatkowski.

## Znani absolwenci
- Bogusław Mec – kompozytor, piosenkarz;
- Jan Józwik – panczenista, olimpijczyk z Lake Placid w 1980 roku;
- Wanda Panfil – biegaczka, zwyciężczyni wielu prestiżowych maratonów na świecie, olimpijka;
- Zbigniew Zieliński – siatkarz, członek Reprezentacji Polski, wicemistrz Europy, zdobywca Pucharu CEV;
- Jaromir Radke – panczenista, dwukrotny olimpijczyk (Albertville 1992, Lillehammer 1994), 26-krotny mistrz w rywalizacji krajowej;
- Włodzimierz Gawęda – zastępca komendanta Służby Ochrony Państwa (w latach 2019—2024)[30];
- Artur Ostrowski – poseł na Sejm RP[31].

## Ranking
| Rok                 | 2020 | 2021 | 2022 | 2023 | 2024 | 2025 |
| ------------------- | ---- | ---- | ---- | ---- | ---- | ---- |
| Województwo łódzkie | 42   | 54   | 26   | 22   | 67   | 20   |
| Polska              | 358  | 500+ | 414  | 358  | 500+ | 294  |

Podczas rekrutacji w 2019 r. klasa o profilu technik informatyk była najpopularniejszą w Tomaszowie.                  O przyjęcie na jedno miejsce ubiegało się 15 osób. 